# Eugenia mexicana
Eugenia mexicana là một loài thực vật thuộc họ Myrtaceae. Đây là loài đặc hữu của México.